# Stade du FK Obilić
Le Stade FK Obilić (en serbe : Стадион ФК Обилић), auparavant connu sous le nom de Stade Miloš Obilić (en serbe : Стадион Милоша Обилића), est un stade de football serbe situé à Vračar, quartier de la ville de Belgrade, la capitale du pays.
Doté de 4 600 places et inauguré en 1951, le stade, de catégorie 3 selon les normes UEFA, sert d'enceinte à domicile pour les équipes de football du FK Obilić et du FK Rad.

## Histoire
Le nom du stade, construit illégalement sans permis, fait référence à Miloš Obilić, chevalier serbe légendaire du XIVe siècle et figure majeure de l'imaginaire collectif du peuple serbe.
Sous la tribune sud du stade se trouve une fosse commune avec les restes d'au moins 700 soldats allemands, membres de la tristement célèbre division Prince Eugène, tous abattus en octobre 1944.
Le 26 août 1998, se déroule dans le stade une rencontre du second tour des qualifications pour la Ligue des champions 1998-99, entre le FK Obilić et le Bayern Munich (score final 1-1).

## Événements
- 2011 : Championnat d'Europe des moins de 17 ans (3 matchs disputés)